# Cayos de Puerto Real
Los cayos de Puerto Real (en inglés: Port Royal Cays) son un pequeño grupo de islas deshabitadas o cayos frente a la localidad de Port Royal, Jamaica, y dispuestas en forma de un atolón con un diámetro de entre 4 y 5 km, y una superficie total de 12 km². La superficie terrestre es de aproximadamente 0,03 km². Hay ocho cayos nombrados, incluyendo el de South Cay Rock (cayo Roca del Sur) a veces llamado South Cay (cayo Sur)
Cayo Gun o cayo Arma, el más septentrional, está a sólo 400 metros del territorio continental de Jamaica.
El principal cayo es Lime Cay (cayo Cal), en el noreste del grupo. Mide 380 metros de noroeste a sureste, y hasta 80 metros de ancho, con 2 hectáreas en la zona. Alrededor de la mitad de la zona es arbolada, el resto es arena y coral. En el oeste de la playa hay una cabaña de madera.

## Cayos
Individualmente son 8 cayos, ordenados según la dirección de las agujas del reloj y empezando por los del norte:
- Gun Cay (Cayo Arma) (el más al norte)
- Lime Cay (Cayo Cal) (el más grande y el más importante)
- Maiden Cay (Cayo soltera)
- Southeast Cay (Cayo Sureste) (el más oriental)
- South Cay (Cayo Sur) (relacionado con Cayo Roca Sur)
- South Cay Rock (Cayo Roca sur) (sin vegetación el más al sur)
- Drunkenmans Cay (Cayo Drunkenmans) (el más occidental)
- Rackhams Cay (Cayo Rackhams) (el más pequeño)